# آنتی لیتیا
آنتی لیتیا (فنلاندی: Antti Litja؛ زادهٔ ۲۱ فوریهٔ ۱۹۳۸) بازیگر اهل فنلاند است.
از فیلم‌هایی که وی در آن‌ها نقش داشته‌است، می‌توان به شاهدخت اشاره نمود.